# 2021년 화롄현 탈선 사고
2021년 화롄현 탈선 사고는 2021년 4월 2일 대만 화롄현 슈린향 칭수이 터널（북위 24° 13′ 01″ 동경 121° 41′ 17″ / 북위 24.217013°  동경 121.688122° ） 북쪽 출구에서 발생한 열차 탈선 사고이다. 총 8칸 규모의 해당 열차에는 350명이 탑승해 있었다. 탈선한 차량은 타이루거호 408호로, 트럭이 경사면에서 떨어져 열차에 충돌한 것이 원인으로 파악되고 있다. 이 사고로 약 50명이 사망하였다.

## 사고 경위
2021년 4월 2일 오전 9시 28분, 대만 북부 신베이시 수린역에서 타이둥역으로 향하던 타이루거 408호 열차(8량)가 화롄현 북부 북회선 허런역-충더역 구간 쪽에 위치한 칭수이 터널 인근 선로 주변 산비탈의 공사현장에 주차돼 있던 트럭이 선로로 미끄러져 내려오면서 열차와 부딪히며 열차가 탈선하고 그 상태에서 열차가 터널 안으로 진입하면서 열차 및 선로 등 부대시설이 파손되었다.
해당 공사현장은 타이완 철로 북회선 신칭수이 터널 개량공사 구간으로. 2021년 1월 1일, 해당 사고차와 동일한 시간대 열차인 타이루거하오 408편성 조종석에서 찍은이라든가, 북회선 문서에서 보듯 이 부분은 지형이 워낙 험준해 쑤아오~화롄 사이 이동수단은 북회선을 지나는 열차밖에 없다시피하며, 확장공사 전에는 타이완 성도 9호선을 타고 두 도시를 연결하는 버스 노선이 아예 없었다. 사고를 일으킨 공사차량은 남은 구간 개량공사에 연계한 신칭수이 터널 공사에 투입되었다가 언덕길을 미끄러져 철로에 추락한 것인데, 현재로서는 사이드브레이크 미체결 혹은 브레이크 불량이 의심된다고 한다. 거기에 사고차량 자체도 차령이 27년 된 것으로 알려졌다. 그러나 대만 당국에 체포된 공사 현장책임자는 사이드브레이크를 체결하고 고임목까지 설치해놓았다고 말한 것으로 알려져, 대만 경찰은 이 방면으로 수사를 계속하겠다고 밝혔다.
이 사건으로 탑승객 496명 중 무려 49명 이상이 사망하고 216명 이상이 부상을 당하였는데. 이 수치는 대만 역대 최대의 사망자가 나온 철도사고이다. 하필 대만의 나흘짜리 '청명절' 연휴 첫날이라, 성묘를 지내러 고향으로 향하는 승객들이 많이 타고 있어 피해가 더 컸다.

## 같이 보기
- 탈선
- 2018년 이란현 열차 탈선 사고